# Charadrius vociferus

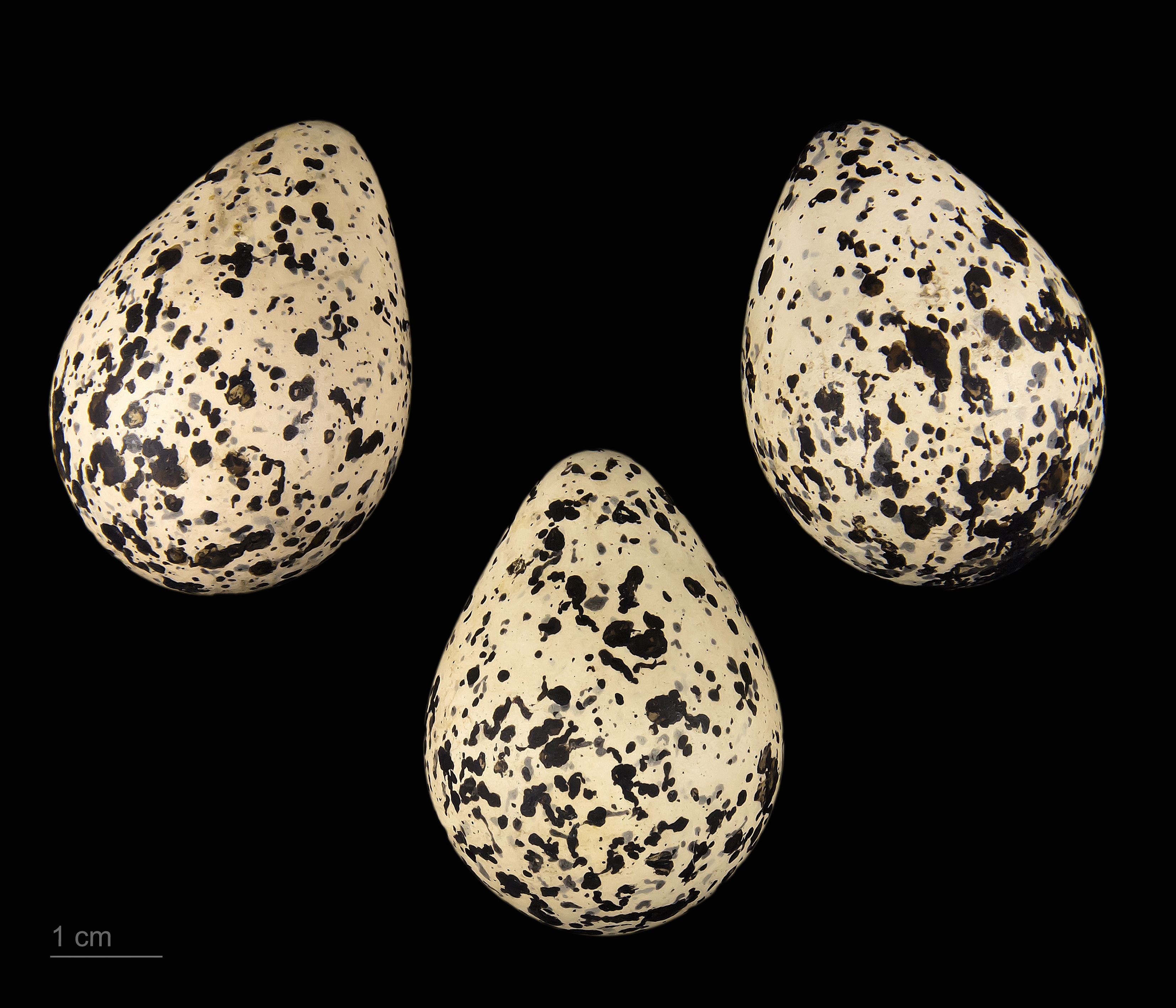
Charadrius vociferus - MHNT

El chorlitejo colirrojo o chorlo gritón (Charadrius vociferus) es una especie de ave Charadriiforme de la familia Charadriidae propia de América.
Al igual que el avefría en Europa, habita en labrantíos, aunque por sus alas puntiagudas y la franja alar blanca se parece más al chorlitejo grande. Se alimenta en praderas, marjales y estuarios de insectos, gusanos y otros invertebrados. Suele acercarse a las casas. Cuando vuela emite ruidosos y estridentes "kil-dii" de ahí que los norteamericanos lo llamen killdeer.

## Subespecies
Se conocen tres subespecies de Charadrius vociferus:
- Charadrius vociferus peruvianus (Chapman, 1920)
- Charadrius vociferus ternominatus (Bangs & Kennard, 1920)
- Charadrius vociferus vociferus Linnaeus, 1758